# Copa Mundial de Clubes de la FIFA 2009
La Copa Mundial de Clubes de la FIFA 2009 fue la sexta edición del torneo de fútbol organizado por la FIFA. El evento fue disputado en la ciudad de Abu Dabi,  Emiratos Árabes Unidos, por los campeones de las distintas confederaciones junto con el campeón local, por ser país organizador. Fue la segunda vez que esta copa se jugó fuera de Japón.
La competencia coronó como Campeón del Mundo al Barcelona, que ganó el torneo por primera vez y se convirtió en el primer en ganar las seis copas disputadas en un año natural.

## Sedes
La única ciudad sede fue Abu Dabi en el Emirato del mismo nombre:
| Abu Dabi                                            | Abu Dabi                                             | Abu Dabi | Abu Dabi |
| --------------------------------------------------- | ---------------------------------------------------- | -------- | -------- |
| Estadio Mohammed bin Zayed                          | Estadio Sheikh Zayed                                 |          |          |
| 24°27′9.95″N 54°23′31.27″E / 24.4527639, 54.3920194 | 24°24′57.92″N 54°27′12.93″E / 24.4160889, 54.4535917 |          |          |
| Capacidad: 40.000                                   | Capacidad: 49.500                                    |          |          |
|                                                     |                                                      |          |          |
| Mohammed Bin Zayed Sheikh Zayed                     |                                                      |          |          |

## Árbitros
| Confederación | Árbitros         | Asistentes                            |
| ------------- | ---------------- | ------------------------------------- |
| AFC           | Matthew Breeze   | Jason Power Ben Wilson                |
| AFC           | Ravshan Irmatov  | Rafael Ilyasov Abdukhamidullo Rasulov |
| CAF           | Coffi Codjia     | Alexis Fassinou Desire Gahungu        |
| CONCACAF      | Benito Archundia | Marvin Torrentera Héctor Vergara      |
| CONMEBOL      | Carlos Simon     | Roberto Braatz Altemir Hausmann       |
| OFC           | Peter O'Leary    | Brent Best Matthew Taro               |
| UEFA          | Roberto Rosetti  | Stefano Ayroldi Cristiano Copelli     |

## Clubes clasificados
Los clubes participantes se fueron clasificando a lo largo del año a través de las seis mayores competiciones continentales.
Al igual que en la edición anterior, el campeón del país anfitrión disputó una eliminatoria contra el campeón de la Liga de Campeones de Oceanía, y el equipo ganador pasó a cuartos de final.
En cursiva, los equipos debutantes en la competición sin tener en cuenta su predecesora, la Copa Intercontinental.
| Confederación                            | Equipo           | Vía de clasificación                                     |
| ---------------------------------------- | ---------------- | -------------------------------------------------------- |
| UEFA (Europa)                            | Barcelona        | Campeón de la Liga de Campeones de la UEFA (2008-09)     |
| Conmebol (América del Sur)               | Estudiantes (LP) | Campeón de la Copa Libertadores de América (2009)        |
| Concacaf (Norte, Centroamérica y Caribe) | Atlante          | Campeón de la Liga de Campeones de la Concacaf (2008-09) |
| AFC (Asia)                               | Pohang Steelers  | Campeón de la Liga de Campeones de la AFC (2009)         |
| CAF (África)                             | Mazembe          | Campeón de la Liga de Campeones de la CAF (2009)         |
| OFC (Oceanía)                            | Auckland City    | Campeón de la Liga de Campeones de la OFC (2008-2009)    |
| Emiratos Árabes Unidos (AFC)             | Al-Ahli          | Campeón de la UAE League (2008-09)                       |

## Calendario y resultados
- Los horarios corresponden a la hora de Emiratos Árabes Unidos (UTC+4)

### Cuadro de desarrollo
|  | Eliminación preliminar           | Eliminación preliminar          |                                  |         | Cuartos de final                | Cuartos de final                |               |               | Semifinales | Semifinales |  |  | Final                           | Final                           |
|  | 9 de diciembre – Abu Dabi (MBZ)  |                                 |                                  |         |                                 |                                 |               |               |             |             |  |  |                                 |                                 |
|  | Al-Ahli                          | 0                               |                                  |         | 12 de diciembre – Abu Dabi (JZ) | 12 de diciembre – Abu Dabi (JZ) |               |               |             |             |  |  |                                 |                                 |
|  | Al-Ahli                          | 0                               |                                  |         | 12 de diciembre – Abu Dabi (JZ) | 12 de diciembre – Abu Dabi (JZ) |               |               |             |             |  |  |                                 |                                 |
|  | Auckland City                    | 2                               |                                  |         | Auckland City                   | 0                               |               |               |             |             |  |  |                                 |                                 |
|  | Auckland City                    | 2                               | 16 de diciembre – Abu Dabi (JZ)  |         | Auckland City                   | 0                               |               |               |             |             |  |  |                                 |                                 |
|  |                                  |                                 |                                  |         | Atlante                         | 3                               |               |               |             |             |  |  |                                 |                                 |
|  | Atlante                          | 1                               |                                  |         | Atlante                         | 3                               |               |               |             |             |  |  |                                 |                                 |
|  | Atlante                          | 1                               |                                  |         |                                 |                                 |               |               |             |             |  |  |                                 |                                 |
|  |                                  |                                 | Barcelona                        | 3       |                                 |                                 |               |               |             |             |  |  |                                 |                                 |
|  |                                  |                                 | Barcelona                        | 3       |                                 |                                 |               |               |             |             |  |  |                                 |                                 |
|  |                                  |                                 | 19 de diciembre – Abu Dabi (JZ)  |         |                                 |                                 |               |               |             |             |  |  |                                 |                                 |
|  |                                  |                                 |                                  |         |                                 |                                 |               |               |             |             |  |  |                                 |                                 |
|  | Barcelona (t. s.)                | 2                               |                                  |         |                                 |                                 |               |               |             |             |  |  |                                 |                                 |
|  | Barcelona (t. s.)                | 2                               | 11 de diciembre – Abu Dabi (MBZ) |         |                                 |                                 |               |               |             |             |  |  |                                 |                                 |
|  |                                  | Estudiantes (LP)                | 1                                |         |                                 |                                 |               |               |             |             |  |  |                                 |                                 |
|  |                                  |                                 | 1                                | Mazembe | 1                               |                                 |               |               |             |             |  |  |                                 |                                 |
|  | 15 de diciembre – Abu Dabi (MBZ) |                                 |                                  | Mazembe | 1                               |                                 |               |               |             |             |  |  |                                 |                                 |
|  |                                  | Pohang Steelers                 | 2                                |         |                                 |                                 |               |               |             |             |  |  |                                 |                                 |
|  | Pohang Steelers                  | Pohang Steelers                 | 2                                | 1       |                                 |                                 |               |               |             |             |  |  |                                 |                                 |
|  | Pohang Steelers                  | Quinto puesto                   | Quinto puesto                    | 1       |                                 |                                 | Tercer puesto | Tercer puesto |             |             |  |  |                                 |                                 |
|  |                                  | Quinto puesto                   | Quinto puesto                    |         | Estudiantes (LP)                | 2                               | Tercer puesto | Tercer puesto |             |             |  |  |                                 |                                 |
|  | Mazembe                          | 2                               | Pohang Steelers (p.)             | 1 (4)   | Estudiantes (LP)                | 2                               |               |               |             |             |  |  |                                 |                                 |
|  | Mazembe                          | 2                               | Pohang Steelers (p.)             | 1 (4)   |                                 |                                 |               |               |             |             |  |  |                                 |                                 |
|  | Auckland City                    | 3                               | Atlante                          | 1 (3)   |                                 |                                 |               |               |             |             |  |  |                                 |                                 |
|  | Auckland City                    | 3                               | Atlante                          | 1 (3)   |                                 |                                 |               |               |             |             |  |  |                                 |                                 |
|  | 16 de diciembre – Abu Dabi (JZ)  | 16 de diciembre – Abu Dabi (JZ) |                                  |         |                                 |                                 |               |               |             |             |  |  | 19 de diciembre – Abu Dabi (JZ) | 19 de diciembre – Abu Dabi (JZ) |

### Eliminación preliminar
| 9 de diciembre de 2009, 20:00 | Al-Ahli | 0:2 (0:1) | Auckland City               | Estadio Mohammed bin Zayed, Abu Dabi                     |                                                          |
|                               |         | Reporte   | Dickinson 45' · Coombes 67' | Asistencia: 14.856 espectadores Árbitro(s): Carlos Simon | Asistencia: 14.856 espectadores Árbitro(s): Carlos Simon |

### Cuartos de final
| 11 de diciembre de 2009, 20:00 | Mazembe  | 1:2 (1:0) | Pohang Steelers   | Estadio Mohammed bin Zayed, Abu Dabi                     |                                                          |
|                                | Bedi 28' | Reporte   | Denilson 50', 78' | Asistencia: 9.627 espectadores Árbitro(s): Peter O'Leary | Asistencia: 9.627 espectadores Árbitro(s): Peter O'Leary |

| 12 de diciembre de 2009, 20:00 | Auckland City | 0:3 (0:1) | Atlante                                  | Estadio Sheikh Zayed, Abu Dabi                          |                                                         |
|                                |               | Reporte   | Arreola 36' · Bermúdez 69' · Silva 90+1' | Asistencia: 7.222 espectadores Árbitro(s): Coffi Codjia | Asistencia: 7.222 espectadores Árbitro(s): Coffi Codjia |

### Quinto lugar
| 16 de diciembre de 2009, 17:00 | Mazembe                    | 2:3 (0:1) | Auckland City                      | Estadio Sheikh Zayed, Abu Dabi                              |                                                             |
|                                | Kasongo 60' · Kasusula 67' | Reporte   | Hayne 29', 72' · van Steeden 90+4' | Asistencia: 4.200 espectadores Árbitro(s): Benito Archundia | Asistencia: 4.200 espectadores Árbitro(s): Benito Archundia |

### Semifinales
| 15 de diciembre de 2009, 20:00 | Pohang Steelers | 1:2 (0:1) | Estudiantes (LP)   | Estadio Mohammed bin Zayed, Abu Dabi                        |                                                             |
|                                | Denilson 71'    | Reporte   | Benítez 45+2', 53' | Asistencia: 22.626 espectadores Árbitro(s): Roberto Rosetti | Asistencia: 22.626 espectadores Árbitro(s): Roberto Rosetti |

| 16 de diciembre de 2009, 20:00 | Atlante  | 1:3 (1:1) | Barcelona                            | Estadio Sheikh Zayed, Abu Dabi                           |                                                          |
|                                | Rojas 5' | Reporte   | Busquets 35' · Messi 55' · Pedro 67' | Asistencia: 40.955 espectadores Árbitro(s): Carlos Simon | Asistencia: 40.955 espectadores Árbitro(s): Carlos Simon |

### Tercer lugar
| 19 de diciembre de 2009, 17:00 | Pohang Steelers                                        | 1:1 (1:0) (4:3 p.)         | Atlante                                    | Estadio Sheikh Zayed, Abu Dabi                             |                                                            |
|                                | Denilson 42'                                           | Reporte                    | Márquez 46'                                | Asistencia: 13.814 espectadores Árbitro(s): Matthew Breeze | Asistencia: 13.814 espectadores Árbitro(s): Matthew Breeze |
|                                |                                                        | Tiros desde el punto penal |                                            |                                                            |                                                            |
|                                | Byung-Jun · Denilson · Hyung-Min · Hee-Chul · Hyung-Il |                            | Solari · Márquez · Peralta · Silva · Vilar |                                                            |                                                            |

### Final
| 25         | POR        | Damián Albil         |       |
| 30         | DEF        | Clemente Rodríguez   |       |
| 3          | DEF        | Christian Cellay     |       |
| 2          | DEF        | Leandro Desábato     |       |
| 16         | DEF        | Germán Ré            | 90+1' |
| 13         | DEF        | Juan Manuel Díaz     |       |
| 8          | MED        | Enzo Pérez           | 79'   |
| 22         | MED        | Rodrigo Braña        |       |
| 11         | MED        | Juan Sebastián Verón |       |
| 23         | MED        | Leandro Benítez      | 76'   |
| 9          | DEL        | Mauro Boselli        |       |
| Entrenador | Entrenador | Alejandro Sabella    |       |

| 1          | POR        | Víctor Valdés      |     |
| 2          | DEF        | Dani Alves         |     |
| 5          | DEF        | Carles Puyol       |     |
| 3          | DEF        | Gerard Piqué       |     |
| 22         | DEF        | Éric Abidal        |     |
| 16         | MED        | Sergio Busquets    | 79' |
| 6          | MED        | Xavi Hernández     |     |
| 15         | MED        | Seydou Keita       | 46' |
| 10         | DEL        | Lionel Messi       |     |
| 9          | DEL        | Zlatan Ibrahimović |     |
| 14         | DEL        | Thierry Henry      | 83' |
| Entrenador | Entrenador | Pep Guardiola      |     |

| 5  | MED | Matías Sánchez    | 76'   |
| 18 | MED | Maximiliano Núñez | 79'   |
| 21 | DEF | Marcos Rojo       | 90+1' |

| 17 | DEL | Pedro Rodríguez | 46' |
| 24 | MED | Yaya Touré      | 79' |
| 7  | DEL | Jeffrén Suárez  | 83' |

| Anotado | 36' | Mauro Boselli | 1-0 |

| Anotado | 88'  | Pedro Rodríguez | 1-1 |
| Anotado | 109' | Lionel Messi    | 1-2 |

| Amonestado | 45+2' | Juan Manuel Díaz   |
| Amonestado | 58'   | Clemente Rodríguez |
| Amonestado | 65'   | Enzo Pérez         |
| Amonestado | 94'   | Matías Sánchez     |
| Amonestado | 112'  | Marcos Rojo        |
| Amonestado | 119'  | Leandro Desábato   |
| Amonestado | 119'  | Rodrigo Braña      |

| Amonestado | 23'  | Lionel Messi  |
| Amonestado | 82'  | Thierry Henry |
| Amonestado | 118' | Víctor Valdés |

| Árbitro:                                                         | Armando Archundia |
| Árbitro asistente:                                               | Héctor Vergara    |
| Árbitro asistente:                                               | Marvin Torrentera |
| 4º Árbitro:                                                      | Ravshan Irmatov   |
| Crónica Archivado el 22 de diciembre de 2009 en Wayback Machine. |                   |

| 25         | POR        | Damián Albil         |       |
| 30         | DEF        | Clemente Rodríguez   |       |
| 3          | DEF        | Christian Cellay     |       |
| 2          | DEF        | Leandro Desábato     |       |
| 16         | DEF        | Germán Ré            | 90+1' |
| 13         | DEF        | Juan Manuel Díaz     |       |
| 8          | MED        | Enzo Pérez           | 79'   |
| 22         | MED        | Rodrigo Braña        |       |
| 11         | MED        | Juan Sebastián Verón |       |
| 23         | MED        | Leandro Benítez      | 76'   |
| 9          | DEL        | Mauro Boselli        |       |
| Entrenador | Entrenador | Alejandro Sabella    |       |

| 1          | POR        | Víctor Valdés      |     |
| 2          | DEF        | Dani Alves         |     |
| 5          | DEF        | Carles Puyol       |     |
| 3          | DEF        | Gerard Piqué       |     |
| 22         | DEF        | Éric Abidal        |     |
| 16         | MED        | Sergio Busquets    | 79' |
| 6          | MED        | Xavi Hernández     |     |
| 15         | MED        | Seydou Keita       | 46' |
| 10         | DEL        | Lionel Messi       |     |
| 9          | DEL        | Zlatan Ibrahimović |     |
| 14         | DEL        | Thierry Henry      | 83' |
| Entrenador | Entrenador | Pep Guardiola      |     |

| 5  | MED | Matías Sánchez    | 76'   |
| 18 | MED | Maximiliano Núñez | 79'   |
| 21 | DEF | Marcos Rojo       | 90+1' |

| 17 | DEL | Pedro Rodríguez | 46' |
| 24 | MED | Yaya Touré      | 79' |
| 7  | DEL | Jeffrén Suárez  | 83' |

| Anotado | 36' | Mauro Boselli | 1-0 |

| Anotado | 88'  | Pedro Rodríguez | 1-1 |
| Anotado | 109' | Lionel Messi    | 1-2 |

| Amonestado | 45+2' | Juan Manuel Díaz   |
| Amonestado | 58'   | Clemente Rodríguez |
| Amonestado | 65'   | Enzo Pérez         |
| Amonestado | 94'   | Matías Sánchez     |
| Amonestado | 112'  | Marcos Rojo        |
| Amonestado | 119'  | Leandro Desábato   |
| Amonestado | 119'  | Rodrigo Braña      |

| Amonestado | 23'  | Lionel Messi  |
| Amonestado | 82'  | Thierry Henry |
| Amonestado | 118' | Víctor Valdés |

| Árbitro:                                                         | Armando Archundia |
| Árbitro asistente:                                               | Héctor Vergara    |
| Árbitro asistente:                                               | Marvin Torrentera |
| 4º Árbitro:                                                      | Ravshan Irmatov   |
| Crónica Archivado el 22 de diciembre de 2009 en Wayback Machine. |                   |

|                         |
| Bandera de España       |
| Campeón F. C. Barcelona |
| 1.er título             |

## Estadísticas

### Goleadores
| Jugador             | Equipo          | Anotado |
| ------------------- | --------------- | ------- |
| Denílson            | Pohang Steelers | 4       |
| Leandro Benítez     | Estudiantes     | 2       |
| Lionel Messi        | Barcelona       | 2       |
| Jason Hayne         | Auckland City   | 2       |
| Pedro Rodríguez     | Barcelona       | 2       |
| Mauro Boselli       | Estudiantes     | 1       |
| Adam Dickinson      | Auckland City   | 1       |
| Chad Coombes        | Auckland City   | 1       |
| Bedi Mbenza         | Mazembe         | 1       |
| Daniel Arreola      | Atlante         | 1       |
| Christian Bermúdez  | Atlante         | 1       |
| Lucas Silva         | Atlante         | 1       |
| Kasongo Ngandu      | Mazembe         | 1       |
| Kiritsho Kasusula   | Mazembe         | 1       |
| Riki Van Steeden    | Auckland City   | 1       |
| Guillermo Rojas     | Atlante         | 1       |
| Sergio Busquets     | Barcelona       | 1       |
| Rafael Márquez Lugo | Atlante         | 1       |

### Balón de oro
| Jugador              | Equipo                  | Nacionalidad |
| -------------------- | ----------------------- | ------------ |
| Lionel Messi         | Barcelona               | Argentina    |
| Juan Sebastián Verón | Estudiantes de La Plata | Argentina    |
| Xavi Hernández       | Barcelona               | España       |

### Clasificación final
| Pos. | Equipo           | PJ | PG | PE | PP | GF | GC | Dif. | Puntos |
| ---- | ---------------- | -- | -- | -- | -- | -- | -- | ---- | ------ |
| 1°   | Barcelona        | 2  | 2  | 0  | 0  | 5  | 2  | +3   | 6      |
| 2°   | Estudiantes (LP) | 2  | 1  | 0  | 1  | 3  | 3  | 0    | 3      |
| 3°   | Pohang Steelers  | 3  | 1  | 1  | 1  | 4  | 4  | 0    | 4      |
| 4°   | Atlante          | 3  | 1  | 1  | 1  | 5  | 4  | +1   | 4      |
| 5°   | Auckland City    | 3  | 2  | 0  | 1  | 5  | 5  | 0    | 6      |
| 6°   | Mazembe          | 2  | 0  | 0  | 2  | 3  | 5  | -2   | 0      |
| 7°   | Al-Ahli          | 1  | 0  | 0  | 1  | 0  | 2  | -2   | 0      |